# Tibati Nkambule
Tibati Madvolomafisha Nkambule née a une date inconnue et morte en 1885, est une Ndlovukati (reine-mère)  puis une régente du Eswatini. 

## Biographie
Elle devient Ndlovukati durant le règne de  Dlamini IV, à la suite de la mort en 1875 de Sisile Khumalo, mère du prince Ludvonga II  mort lui-même (empoisonné) en 1872 sans avoir régné. Comme il est de tradition au Swaziland, Tibati Nkambule conseille et joue un rôle influent auprès de Dlamini IV.
À la mort de celui-ci, elle assure une régence à partir de 1889 et jusqu'en 1894. Elle participe au choix de l'héritier de Dlamini IV. Le défunt roi avait laissé un certain nombre de fils, mais aucun d'entre eux n'avait l'âge d'assumer la royauté, et le choix s'est finalement porté sur le fils d'une des épouses de Dlamini IV, Labotsibeni Mdluli, un jeune garçon nommé Bhunu, encore adolescent. Ce choix est cependant critiqué par certains Swazis : le jeune héritier aurait été nommé trop tôt, avant la fin de la période prescrite de deuil.
Tibati Nkambule a une réputation de  détermination, et d'attachement aux traditions.  Elle est respectée à la tête du pays bien que la période soit particulièrement sensible, et le pays soumis à la fois à la pression des Britanniques et des Boers. Les colons blancs d'Afrique du Sud remontent de plus en plus vers le nord, et ce d'autant plus que l'or a été découvert à Barberton dans les années 1880. Une certaine tension se crée cependant entre Tibati Nkambule et Labotsibeni Mdluli, d'autant que Labotsibeni Mdluli n'hésite pas à assumer désormais un rôle politique dans les décisions du royaume, empiétant sur les prérogatives de la Régente Tibati Nkambule. Labotsibeni Mdluli revitalise en particulier l'opposition à un protectorat du Transvaal sur ce pays swazi.
Tibati Nkambule meurt en octobre 1895.